# 국내파 (공산주의운동)
국내파는 조선공산주의운동의 역사와 조선민주주의인민공화국의 정치사에 등장하는 정치 파벌이다.

## 배경
1922년 11월 민립대학 기성준비회 준비위원이 되었고, 1923년 7월 사상두럭인 ‘신사상연구회’를 얽는데 들어갔다. 민족해방과 계급해방을 앞장서 이끌겠다는 다짐으로 모인 홍명희·홍증식·윤덕병·구연흠·원우관·이재성·조봉암 같은 먹물 든 젊은이들이었다. 24년 9월 조선기근대책강구회 준비위원이 되었다. 11월 19일 ‘신사상연구회’를 ‘화요회’로 이름을 바꾸었는데, 맑스가 태어난 11월 19일이 화요일이었기 때문이다. 홍명희·홍증식·조봉암·윤덕병·김재봉·박일병·조동호·김찬·박헌영·김단야·임원근 같은 피끓는 주의자들이 회원이었다.
조선공산당을 세우는 데 화요회 회원들이 앞장섰으므로 조공을 ‘화요회공산당’이라고 불렀을 만큼 조선공산주의운동에서 중심적인 역할을 한 것이 ‘화요회’ 사람들이었다. 이들은 거의 모든 회원들이 잇달아 왜경에게 붙잡혀 감으로써 무너지기까지 한 18개월 동안 조공운동 채잡이가 되었다.
대한제국 말, 일제강점기, 군정기를 지나며 활발히 활동했으나, 대한민국 정부가 수립된 이후 남쪽에서 공산주의 운동이 괴멸되고 조선민주주의인민공화국에서는 한국전쟁 이후 김일성의 대규모 숙청이 이뤄짐에 따라 막을 내렸다.

## 명칭의 유래
국내파라는 명칭은 1945년 광복 이후 38선 이북에서 공산주의 정권이 성립하는 과정과 그 이후 권력 투쟁 과정 중에서, 과거 일제강점기에 국내에서 공산주의 운동을 했던 사람들을 통칭하여 부르는 것이다. 국내파 공산주의자들은 다른 파벌과는 달리 단일 세력화한 적이 없으며, 지역이나 조직에 따라 각자 다른 파벌에 속해 있던 경우가 대부분이나 편의상 묶어서 국내파로 불린다.

## 활동
국내파 가운데 일부는 김일성 중심의 지도체계 확립 노선을 지지하여 숙청을 피하고 조선민주주의인민공화국 정권 수립에 가담, 고위직을 지냈다. 김용범과 박정애 부부가 대표적이다.
반면, 오기섭, 정달헌, 최용달 등 함경남도 출신의 공산주의자들은 반대편인 박헌영의 남로당 노선에 가담했다가, 한국전쟁 종전 무렵부터 남로당이 몰락하고 8월 종파 사건이 발생하는 과정에서 함께 제거되었다. 박헌영의 측근으로 활동하다가 한국전쟁 직전 서울에서 체포, 처형된 이주하도 여기에 속한다.
중도 계열로 볼 수 있는 주영하와 장시우 등은 남로당 숙청 이후 권력의 중심에서 밀려났다.

## 인물
- 김용범 (평남)
- 박정애 (평남)
- 오기섭 (함남)
- 정달헌 (함남)
- 최용달 (함남)
- 장순명 (함북)
- 주영하 (함남)
- 장시우 (평남)
- 최경덕 (황해)

## 파벌
조선 국내 공산주의자들은 이념적, 지리적 이유로 다양한 파로 갈라져 있었다.
- 엠엘파
- 화요파
- 서울파
- 조선공산주의 운동
- 남로당파

## 같이 보기
- 연안파
- 소련파
- 빨치산파
- 갑산파

## 참고자료
- 이종석 (1997). 《조선로동당연구》. 서울: 역사비평사. ISBN 9788976961068.
- 서동만 (2005). 《북조선사회주의 체제성립사 1945-1961》. 서울: 도서출판선인. ISBN 9788989205890.